# Post-Courier

Le Post-Courier est un quotidien papou-néo-guinéen de langue anglaise, fondé en juin 1969. Il a un tirage de 41,000 exemplaires, ce qui en fait le principal journal du pays.
Le Post-Courier est publié en version papier mais également en-ligne. Il fait partie du groupe de médias News Corporation.